# Дребкау
Дребкау или Дрјовк (њем. Drebkau, длсрп. Drjowk) град је у њемачкој савезној држави Бранденбург. Једно је од 30 општинских средишта округа Шпре-Најсе. Према процјени из 2010. у граду је живјело 6.104 становника. Посједује регионалну шифру (AGS) 12071057.

## Географски и демографски подаци
Дребкау или Дрјовк се налази у савезној држави Бранденбург у округу Шпре-Најсе. Град се налази на надморској висини од 87 метара. Површина општине износи 142,9 km². У самом граду је, према процјени из 2010. године, живјело 6.104 становника. Просјечна густина становништва износи 43 становника/km².